# دارکوب آندامان
دارکوب آندامان (نام علمی: Dryocopus hodgei) گونه‌ای پرنده از خانوادهٔ دارکوبان است که بومی جزایر آندامانِ هند می‌باشد.

## زیستگاه و وضعیت بقا
دارکوب آندامان در جنگل‌های همیشه‌سبز و مرطوب گرمسیری و نیمه گرمسیری، فضاهای باز با پوشش پراکندهٔ درختان مرتفع و زمین‌های پست زندگی می‌کند.
باوجودی‌که جزایر آندامان دارای پوشش جنگلی انبوهی است اما، جمعیت کم و رو به کاهش این دارکوب، محدود بودن زیستگاه آن، افزایش جمعیت انسانی و تخریب محیط زیست پرنده به منظور استفاده از چوب درختان، ایجاد زمین‌های کشاورزی و چرای دام‌ها سبب شده تا بقای دارکوب آندامان مورد تهدید قرار گرفته و نام آن در فهرست گونه‌های نزدیک به تهدید شدن اتحادیه بین‌المللی حفاظت از محیط زیست (IUCN) جای گیرد.